# Trời sắp mưa
Trời sắp mưa (tiếng Nga: Скоро будет дождь, tiếng Anh: Soon There Will Be Rain) là một bộ phim hoạt hình do Soyuzmultfilm phối hợp sản xuất cùng nhóm họa sĩ của Xưởng phim hoạt họa và búp bê Việt Nam, khởi chiếu năm 1959.
Vào năm 1959 – năm ra đời của nền Điện ảnh Cách mạng Việt Nam – dưới sự hỗ trợ đắc lực về phương tiện kỹ thuật và văn bản pháp lý cấp Nhà nước của hai Chính phủ Liên Xô và Việt Nam Dân chủ Cộng hòa, xưởng phim hoạt hình trực thuộc Hãng Soyuzmultfilm đã đề xuất việc dựng câu chuyện dân gian Việt Nam "Cóc kiện trời" thành phiên bản điện ảnh, với sự tham gia của các họa sĩ của Xưởng phim Hoạt hình Việt Nam bấy giờ còn rất non trẻ. Trong mười phim hoạt hình được yêu thích nhất ở Nga có "Trời sắp mưa".

## Nội dung
Mượn câu chuyện dân gian "Cóc kiện trời", bộ phim được các nhà điện ảnh Xô Viết và Việt Nam xây dựng vào năm 1959 thể hiện sự kết tinh trí thông minh cùng lòng can đảm.
Những đoạn Voi thương khóc bạn, chỉ nước mắt của nó cũng đủ cứu sống hai mẹ con cá Bống trong đầm khô cạn, Rắn thần dựng đuôi đỡ Gấu Mẹ vụng về khỏi ngã từ trên trời xuống, các loài vật đoàn kết, đùm bọc nhau trong hoạn nạn, dũng cảm đấu tranh với hung thần, Cóc gan dạ phải bật khóc khi kể về nỗi cực khổ điêu linh của muôn loài khi thiếu nước... đã đi vào tâm tưởng nhiều thế hệ Soviet như một biểu hiện của giá trị nhân văn.
Nhờ những tác phẩm như phim "Trời sắp mưa", các làn điệu dân ca Yêu nhau cởi áo cho nhau, Se chỉ luồn kim, Trống cơm... dường như vẫn quấn quýt, ngân nga trong không gian hậu Xô Viết .Khán giả cũng đắm chìm trong vẻ đẹp của những họa tiết từ tranh Việt cổ được thể hiện thật tinh tế trong phim.

## Nhân sự
- Thiết kế sản xuất: Aleksandr Trusov
- Họa sĩ chính: Fyodor Khitruk, Roman Davydov
- Họa sĩ: O.Gemmerling, Irina Svetlitsa, V.Valerianova
- Họa sĩ thiết kế: Iosif Kuroyan, Valentin Kushner, I.Berezin, V.Kharitonov, Vladimir Zarubin, O.Stolbova, Roman Davydov, Galina Zolotovskaya, Fyodor Khitruk, Galina Karavayeva, Marina Voskanyants, A.Grunina, Ye.Vershinin, Viktor Shevko, Errast Treskin, Aleksandr Davydov, Galina Barinov, Vladimir Karpov, Valentin Karavayev, Anatoly Petrov, Bachmann Aliyev
- Điều hành: Mikhail Druyan
- Âm nhạc: Karen Khachaturian
- Âm thanh: Nikolai Prilutsky
- Biên tập: Arkady Snesarev
- Lồng tiếng: Galina Novozhilova, Yelena Ponsova, Mikhail Pogorzhelsky, Anatoly Kubatsky